# Ivan II di Russia
Ivan II Ivanovič, detto il Rosso (in russo Иван II Иванович?; Mosca, 30 marzo 1326 – Mosca, 13 novembre 1359), è stato Principe di Mosca e Gran principe di Vladimir-Suzdal' dal 1353 fino alla sua morte. Secondogenito di Ivan Kalita, successe al fratello Simeone il Fiero, che morì di peste. Fino al 1353 Ivan aveva governato gli appannaggi di Ruza e Zvenigorod.
A causa dei continui dissapori e delle continue razzie perpetrate dalle truppe tataro-mongole, Ivan, appena salito al trono, cercò di abbandonare la tradizionale politica moscovita di alleanza con il Khanato dell'Orda d'Oro, per allearsi con il Granducato di Lituania, il cui potere si stava consolidando ad ovest. Tale politica fu tuttavia presto abbandonata e Ivan, come i suoi predecessori, giurò fedeltà all'Orda.
I contemporanei descrissero Ivan come un sovrano pacifico e apatico, votato all'inazione persino quando Algirdas di Lituania conquistò la capitale del suocero, Brjansk, e quando Oleg di Rjazan' bruciò numerosi villaggi in Moscovia. Il clero ortodosso, guidato dal metropolita Alessio, fu tuttavia determinante nel consolidare il ruolo del Gran Principe.
Durante il suo regno, pur non eguagliando le conquiste del padre e del nonno, Ivan annesse alla Moscovia aree a sud-ovest di Mosca, incluse Borovsk e Vereja. Morì nel 1359 e fu sepolto nella Cattedrale dell'Arcangelo Michele.

## Matrimoni e discendenza
Ivan si sposò due volte.

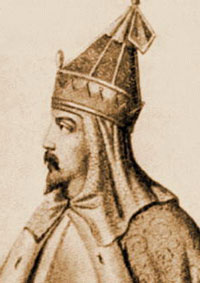
Ivan II Ivanovič di Mosca

Nel 1341 convolò a nozze con Fedosia Dmitrievna, figlia di Dmitrij Romanovič, principe di Brjansk. Dopo che questa morì, nel 1342, senza avere generato alcun discendente, Ivan rimase nello stato di vedovanza per tre anni. Nel 1345 sposò in seconde nozze Aleksandra Ivanovna Veljaminova, figlia di Vasilij Veljaminov, boiaro moscovita. Da quest'ultima ebbe quattro figli:
- Dmitrij Ivanovič Donskoj (12 ottobre 1350 - 19 maggio, 1389), suo successore nella carica di Gran Duca di Mosca,
- Ljubov' Ivanovna, che assunse il nome di "Anna" dopo essersi sposata con Dmitrij Michailovič, Principe di Volinia (morto nel 1399), figlio di Karijotas,
- Ivan Ivanovič Malyj, principe di Zvenigorod (circa 1356 - ottobre 1364),
- Marija Ivanovna.

## Ascendenza
|                           |                  |                         | Genitori                     |  |  | Nonni |  |  | Bisnonni          |  |  | Trisnonni               |  |
|                           |                  |                         |                              |  |  |       |  |  | Aleksandr Nevskij |  |  | Jaroslav II di Vladimir |  |
|                           |                  |                         |                              |  |  |       |  |  | Aleksandr Nevskij |  |  | Jaroslav II di Vladimir |  |
|                           |                  | Teodosia Mstislavna     |                              |  |  |       |  |  | Aleksandr Nevskij |  |  |                         |  |
| Daniele di Russia         |                  |                         |                              |  |  |       |  |  | Aleksandr Nevskij |  |  |                         |  |
|                           |                  | Aleksandra Brjačislavna | Brjačislav II Vasilkovič     |  |  |       |  |  |                   |  |  |                         |  |
|                           |                  | Aleksandra Brjačislavna | Brjačislav II Vasilkovič     |  |  |       |  |  |                   |  |  |                         |  |
|                           |                  | Aleksandra Brjačislavna | …                            |  |  |       |  |  |                   |  |  |                         |  |
| Ivan I di Russia          |                  | Aleksandra Brjačislavna |                              |  |  |       |  |  |                   |  |  |                         |  |
|                           |                  | Leone I Danilovič       | Danilo Romanovič             |  |  |       |  |  |                   |  |  |                         |  |
|                           |                  | Leone I Danilovič       | Danilo Romanovič             |  |  |       |  |  |                   |  |  |                         |  |
|                           |                  | Leone I Danilovič       | Anna Mstislavna              |  |  |       |  |  |                   |  |  |                         |  |
| Agrippina L'vovna         |                  | Leone I Danilovič       |                              |  |  |       |  |  |                   |  |  |                         |  |
|                           |                  | Costanza d'Ungheria     | Béla IV d'Ungheria           |  |  |       |  |  |                   |  |  |                         |  |
|                           |                  | Costanza d'Ungheria     | Béla IV d'Ungheria           |  |  |       |  |  |                   |  |  |                         |  |
|                           |                  | Costanza d'Ungheria     | Maria Lascaris di Nicea      |  |  |       |  |  |                   |  |  |                         |  |
| Ivan II Ivanovič il Rosso |                  | Costanza d'Ungheria     |                              |  |  |       |  |  |                   |  |  |                         |  |
|                           | Gleb Rostislavič | Rostislav Mstislavič    |                              |  |  |       |  |  |                   |  |  |                         |  |
|                           | Gleb Rostislavič | Rostislav Mstislavič    |                              |  |  |       |  |  |                   |  |  |                         |  |
|                           | Gleb Rostislavič | …                       |                              |  |  |       |  |  |                   |  |  |                         |  |
| Aleksandr Glebovič        | Gleb Rostislavič |                         |                              |  |  |       |  |  |                   |  |  |                         |  |
|                           |                  | ?                       | Roman Michajlovič il Vecchio |  |  |       |  |  |                   |  |  |                         |  |
|                           |                  | ?                       | Roman Michajlovič il Vecchio |  |  |       |  |  |                   |  |  |                         |  |
|                           |                  | ?                       | Anna                         |  |  |       |  |  |                   |  |  |                         |  |
| Elena                     |                  | ?                       |                              |  |  |       |  |  |                   |  |  |                         |  |
|                           |                  | Vasilij Vsevolodovič    | Vsevolod Konstantinovič      |  |  |       |  |  |                   |  |  |                         |  |
|                           |                  | Vasilij Vsevolodovič    | Vsevolod Konstantinovič      |  |  |       |  |  |                   |  |  |                         |  |
|                           |                  | Vasilij Vsevolodovič    | Maria Olegovna               |  |  |       |  |  |                   |  |  |                         |  |
| Anastasia Vasil'evna      |                  | Vasilij Vsevolodovič    |                              |  |  |       |  |  |                   |  |  |                         |  |
|                           |                  | Ksenija                 | …                            |  |  |       |  |  |                   |  |  |                         |  |
|                           |                  | Ksenija                 | …                            |  |  |       |  |  |                   |  |  |                         |  |
|                           |                  | Ksenija                 | …                            |  |  |       |  |  |                   |  |  |                         |  |
|                           |                  | Ksenija                 |                              |  |  |       |  |  |                   |  |  |                         |  |